# احتلال اليابان لكوريا
يُشير مصطلح كوريا اليابانية (باليابانية: 大日本帝國 朝鮮) إلى الفترة التي خضعت فيها كوريا للحكم الياباني في الفترة الممتدة بين عامي 1910 و1945.
خضعت مملكة جوسون للنفوذ الياباني بموجب معاهدة اليابان-كوريا لعام 1876، وبدأ تحالف معقد من حكومة ميجي والعسكريين ورجال الأعمال بعملية دمج للاقتصاد والسياسة الكوريين باليابان. أصبحت الإمبراطورية الكورية محمية يابانية بموجب معاهدة اليابان-كوريا لعام 1905 وحُكمت الدولة بشكل غير مباشر من اليابانيين عن طريق الجنرال المقيم في كوريا. ضمت اليابان رسميًا الإمبراطورية الكورية من خلال معاهدة اليابان-كوريا عام 1910 دون موافقة غوجونغ الوصي على الإمبراطور الكوري سونجونغ. أسس اليابانيون شبه الجزيرة الكورية بصفتها مستعمرة خارجية لليابان تُديرها الحكومة العسكرية المتمركزة في كييجو التي حكمت كوريا بسلطة شبه مطلقة. أعطى الحكم الياباني الأولوية لِلَيْبَنَةِ كوريا(صبغ كل شيء بطابع ياباني)، مسرعًا بالتحول الصناعي الذي بدأ بإصلاح غوانغوم وبناء أعمال عامة ومواجهة حركة الاستقلال الكورية.
انتهي الحكم الياباني لكوريا في الخامس عشر من أغسطس عام 1945 بعد استسلام اليابان في الحرب العالمية الثانية واحتلت القوات العسكرية للولايات المتحدة الأمريكية والاتحاد السوفيتي المنطقة. فصل تقسيم كوريا شبه الجزيرة الكورية إلى حكومتين ونظامين اقتصاديين؛ في الشمال تقبع إدارة سوفييتية مدنية وفي الجنوب تقبع حكومة كورية بقيادة الجيش الأمريكي. أعلنت معاهدة العلاقات الأساسية بين كوريا واليابان عام 1965 أن المعاهدات غير المتساوية بين كوريا واليابان، خصوصًا معاهدتي عام 1905 و1910، هي معاهدات باطلة ولاغية في وقت إصدارها. بقي الحكم الياباني لكوريا محط جدل في العصر الحالي في كوريا الشمالية وكوريا الجنوبية واستمرت تداعياته السلبية بالتأثير على الدولتين، بما في ذلك خطة التحول الصناعي التي سعت إلى إفادة اليابان وحدها، واستغلال الشعب الكوري، وتهميش التاريخ والثقافة الكورية، والاستغلال البيئي لشبه الجزيرة الكورية، ووضع المتعاونين مع اليابان الذين أطلِق عليهم لقب «شينيلبا».

## الاصطلاح
في كوريا الجنوبية، تُوصف هذه الفترة باسم «الاحتلال القسري الياباني». توجد مصطلحات أخرى، رغم أن الزمن عفا عليها، مثل «الفترة الإمبراطورية اليابانية»، «الفترة الإمبراطورية اليابانية المظلمة»، «الإدارة الإمبراطورية اليابانية الاستعمارية» و«الإدارة اليابانية».
في اليابان استُخدم مصطلح «فترة الحكم الياباني لكوريا».

## الخلفية

### تخطيط الجهود الاستعمارية في اليابان
سعت الحكومات الغربية، من نهاية القرن الثامن عشر حتى نهاية القرن التاسع عشر، للتوسط والتأثير على الثروات الساسية والاقتصادية للدول الآسيوية من خلال استخدام مقاربات جديدة تُوصف بمصطلحات مثل «المحمية» و«منطقة النفوذ» و«التنازل»، التي قللت من الحاجة إلى الصراع العسكري المباشر بين القوى الأوروبية المتنافسة. سعت حكومة ميجي الحداثية في اليابان للانضمام إلى هذه الجهود الاستعمارية وبدأت مرحلة سيكانرون (دعم حملة تأديبية لكوريا) عام 1873، غُذيت هذه الجهود من سايغو تاكاموري ومناصريه، الذي أصر أن تواجه اليابان الرفض الكوري للاعتراف بشرعية الإمبراطور ميجي وبما أنها ضمن سلطات الإمبراطور، لم يكن من الممكن تأجيل التدخل العسكري.
أقلق النقاش كوريا، التي كانت في منطقة نفوذ سلالة كينغ التي تحكم الصين، وسعت عناصر معينة في الحكومة اليابانية إلى فصلها عن منطقة النفوذ الصيني وإعلانها دولة تابعة، رأت تلك العناصر القضية على أنها فرصة لتوظيف حقيقي لرجال الساموراي العاطلين عن العمل الذين خسروا عائداتهم ومكانتهم الاجتماعية في ظل نظام ميجي السوسيواقتصادي. وفوق ذلك، سيوفر الاستحواذ على كوريا موطئ قدم للتوسع الياباني في قارة آسيا ومصدرًا غنيًا للمواد الخام من أجل الصناعة اليابانية. لُخصت هذه النقاشات في وثيقة أوكوبو توشيميشي ذات النقاط السبع المؤرخة في أكتوبر 1873، وفيها حاجج أوكوبو أن الإجراء ضد كوريا كان سابقًا لأوانه، خصوصًا أن اليابان ذاتها تمر بمرحلة تحول صناعي، وأن مثل هذه الحملة ستكون مكلفة جدًا، ولن تستطيع اليابان تحمل تكاليفها. دُعمت رؤية أوكوبو من الجناح المضاد للحرب، الذي كان مؤلفًا بشكل رئيسي من أولئك العائدين من مهمة إيواكورا عام 1873. نجح إيواكورا توموني، الدبلوماسي الذي قاد المهمة، بإقناع الإمبراطور بإعادة النظر بالمسألة وعليه انتهى نقاش الأزمة الكورية.

### الاضطراب السياسي في كوريا
يُقال أن زعزعة استقرار الأمة الكورية بدأ في فترة سيدو جيونغشي، إذ عند وفاة جيونغجو جوسون (حكم بين 1776-1800) ورث ابنه سونجو جوسون ذو العشرة أعوام (حكم بين 1800-1834) العرش الكوري، لكن قوة الإدارة الحقيقية كانت في يد الوصي عليه كيم جو سون بصفته ممثلًا لعشيرة أندونغ كيم. نتيجةً لذلك، أضاف الفساد المستشري والصارخ في الحكومة الكورية وخصوصًا في القطاعات الثلاثة الرئيسية للإيرادات -ضريبة الأرض والخدمة العسكرية ونظام الحبوب الحكومي- صعوبات على الطبقة الفلاحية. يجدر بالذكر فساد الموظفين المحليين (يُطلق عليهم بالكوري هيانغني) الذين يستطيعون شراء موعد بصفتهم مسؤولين وعليه يخففون من افتراءاتهم على المزارعين بهالة من الرسمية. كان يُنظر إلى عائلات يانغبان -الذين تمتعوا سابقًا باحترام كبير لوضعهم كطبقة نبيلة وقوتهم السياسية والاجتماعية- على أنهم أكبر من العامة وغير مستعدين للوفاء بالتزاماتهم تجاه مجتمعاتهم. سعى العديد من فقراء القرى، في مواجهة الفساد الحكومي ولصوصية الموظفين (مثل فرق إطفاء الحرائق وألوية حمل القوارب) والاستغلال من قبل النخبة، إلى تجميع مواردهم مثل الأرض والأدوات والإنتاج للنجاة. على الرغم من جهود الحكومة في وضع حد لممارسة امتلاك العبيد عام 1801، بقيت العبودية قانونية في كوريا حتى عام 1894.
في هذا الوقت، كانت البعثات التبشيرية الكاثوليكية والبروتستانتية مقبولةً بين طبقة النبلاء وبشكل ملحوظ في منطقة سول وما حولها. مشحونةً بالعاطفة والاضطهاد، أقدمت عشيرة بونغيانغ على قتل الكهنة وأتباعهم، المعروفين باسم الشهداء الكوريين، ما حدى بالطبقة العليا إلى سحب عضويتها. استمرت الطبقة الفلاحية بالانجذاب إلى المساواة المسيحية بالرغم أن ذلك كان في المناطق الحضرية وضواحيها. يمكن القول أن التعاليم الدينية لشو جي وو كان لها أثر أكبر إذ أطلِق عليها دونغهاك والتي تعني حرفيًا التعليم الشرقي، وأصبح هذا الدين شعبيًا في المناطق الريفية. وُضعت موضوعات الاستعباد (من تأثيرات أجنبية) والقومية والخلاص في الموسيقا، ما مكن الفلاحين غير المتعلمين من فهمها وتقبلها بسهولة. قلق شو بالإضافة لكوريين آخرين من اقتحام المسيحية والاحتلال الأنغلوفرنسي لبكين خلال حرب الأفيون الثانية. رأى شو أن أفضل طريقة لمواجهة التأثير الأجنبي في كوريا تقديم إصلاحات للحقوق المدنية والديمقراطية داخليًا. ضربت القومية والإصلاح الاجتماعي وترًا حساسًا بين مقاتلي الفلاحين وانتشر دونغهاك في جميع أنحاء كوريا. نظم الثوار التقدميون الفلاحين في هيكل متماسك. اعتُقل شو عام 1863 بعد ثورة جينجو التي قادها يو كي شون، واتُهم بتضليل الناس وزرع الفتنة في المجتمع. أعدِم شو عام 1864 وعليه هرب أتباعه للاختباء في الجبال.
تُوج غوجونغ الكوري (حكم 1864-1907) في سن الثانية عشر، إذ خلف شيولجونغ جوسون (حكم من 1849 حتى 1863). حكم والد الملك غوجونغ، هيونغسون دايونغون، بصفته الوصي بحكم الأمر الواقع وبدأ بإصلاحات بعيدة المدى لتقوية الإدارة المركزية. من الجدير بالذكر قرار إعداة بناء مباني القصر وتمويل المشروع من خلال فرض ضريبة إضافية على السكان. طُعن بالحكم الموروث من قبل العديد من عوائل النخبة الحاكمة وذلك من خلال اعتماد نظام الجدارة للتعينات الرسمية. بالإضافة لذلك، فُرضت ضرائب على سوون -الأكاديميات الخاصة التي كانت مصدر تهديد لتطوير نظام مواز للحكومة الفاسدة وتتمتع بامتيازات خاصة وممتلكات كبيرة من الأراضي- وقُمعت على الرغم من المعارضة الكبيرة التي أبداها علماء الكونفوشيوسية. أخيرًا، طُبقت سياسة الانعزال الثابت لوقف الاقتحام المتزايد للفكر والتكنولوجيا الغربيين. عُزل والد الملك عام 1873 وأجبِر على التقاعد من مناصري الإمبراطورة ميونغ سونغ التي تُدعى أيضًا الملكة مين.